# Rinaldo di Nocera Umbra
Rinaldo (Postignano, 1150 circa – Nocera Umbra, 9 febbraio 1217) fu un monaco avellanita che divenne vescovo di Nocera Umbra. È venerato come santo dalla Chiesa cattolica.

## Biografia
Primogenito di Napoleone, conte di Postignano e discendente dalla famiglia di un duca longobardo di Nocera Umbra, nacque nel castello di Postignano, posto nel contado nocerino, nel 1150 circa. Lasciando ogni diritto feudale ai fratelli, si ritirò per una vita di preghiera e di penitenza prima sul monte Serrasanta di Gualdo Tadino, poi nel celebre eremo di Fonte Avellana.
Morto Ugo, vescovo di Nocera e suo parente, il 30 giugno 1213, fu eletto suo successore e per tre anni fu il "vescovo santo", imitando san Facondino, suo antico predecessore nella sede di Tadino (IV secolo). Continuò la vita di intensa preghiera e di carità specialmente verso i poveri e le vedove, visitando i sacerdoti nelle sperdute pievi e cappelle dell'ampia diocesi incoraggiandoli a vivere santamente. Adottò un bambino orfano e lo tenne sempre con sé nella casa vescovile, perché gli ricordasse Gesù povero. Molto amico di san Francesco d'Assisi, fu tra i sette vescovi umbri che il 2 agosto 1216 promulgarono l'indulgenza della Porziuncola.
Morì il 9 febbraio 1217 e fu dichiarato santo a voce di popolo; il suo culto fu poi confermato dal vescovo successore Pelagio Pallavicino (1217-1224).

## Le reliquie
Il suo successore, il vescovo Pelagio, al termine di una breve inchiesta sui miracoli che venivano attribuiti al vescovo Rinaldo, lo proclamò santo facendone portare il corpo nella cattedrale di Santa Maria Assunta. La chiesa fu distrutta da un'azione bellica dell'imperatore Federico II di Svevia nel 1248. Nel 1257 le reliquie furono collocate più decorosamente ma solo provvisoriamente nella chiesa di Santa Maria vecchia. Nel 1487, ricostruita la cattedrale, anche il corpo del santo vi fu portato, in un'apposita cappella. Nel 1579 fu posto sotto l’altare maggiore e nel 1657 sopra di esso. Due terremoti causarono gli spostamenti successivi. Dopo il sisma del 1751 fu collocato nella chiesa di San Francesco, ritornando in cattedrale, sotto l'altare maggiore, nel 1816. A seguito del terremoto del 1997 fu portato nella chiesa provvisoria costruita nella vicina località San Felicissimo. Dal 14 agosto 2012 ha nuovamente trovato il suo posto sotto l’altare maggiore del duomo.